# Kalmar läns genealogiska förening
Kalmar Läns Genealogiska Förening (KLGF) är en förening för släktforskare i Kalmar. Föreningen bildades 1979, är ansluten till Sveriges Släktforskarförbund, och har drygt 400 medlemmar. Den var vid starten en länsförening men det har senare bildats ytterligare föreningar, till exempel Tjust släktforskarförening och Vimmerby-Hultsfred släktforskarförening i den norra länsdelen.
Föreningen anordnar kurser och föreläsningar, ansvarar för släktforskarrummet på Kalmar stadsbibliotek, anordnar släktforskarhjälp, gör studiebesök (lantmäteri, tingsrätt, museum, arkiv med mera), förmedlar kontakter med andra släktforskare genom anefterlysningar eller anbytarträffar, söker samarbete med hembygdsföreningar och andra föreningar med samma intressen. Dess tidskrift heter KLGF-bladet och som utkommer fyra gånger per år med aktuell information och artiklar av de egna medlemmars forskningsresultat och efterlysningar.
Dessutom finns inom Kalmar län PLF i Oskarshamn som bland annat dataregistrerar födda, vigda och döda i länet och församlingar i grannlänen.